# Sanski Most
Sanski Most är en stad i kommunen med samma namn i nordvästra Bosnien och Hercegovina. Sanski Most är beläget vid Sanafloden i Bosanska Krajina, mellan Prijedor och Ključ. Administrativt är den en del av Una-Sana kanton i federationen Bosnien och Hercegovina.
Staden blev ockuperad av Republika Srpskas armé 1992–1995 men precis innan Daytonavtalet 1995 skrevs under återtog den bosniska armén staden.
Oštra Luka tillhörde tidigare Sanski Most, och kallades då för Srpski Sanski Most. Den kom senare att tillhöra Republika Srpska.
År 2010 hade staden totalt 90 procent bosniaker, 2 procent serber och 8 procent kroater. Själva staden Sanski Most hade 50 476 invånare och kommunen Sanski Most hade 90 615 invånare. Kommunens area är 947 km² medan stadens area är 410 km². Fotbollsklubben i staden är NK Podgrmeč.

## Kommunen består av
| - Novo Naselje - Stari Majdan - Bartikovci/Brdari - Pobrijezje - Husimovci - Demiševci - D.Kamengrad - G.Kamengrad - Fajtovci - Okrec - Tomina - Trnova - Vrhpolje | - Gorice - Vakuf - Vrse - Caplje - Hrustovo - Vrhpolje - Kruhari - Modra - Muhici | - Mahala - Sehovci - Gornji Lipnik - Kijevo - Krkojevci - Lušci Palanka - Naprelje - Sasina - Suhaca - Stara Rijeka - Stari Majdan - Zenkovići - Zdena |

## Galleri

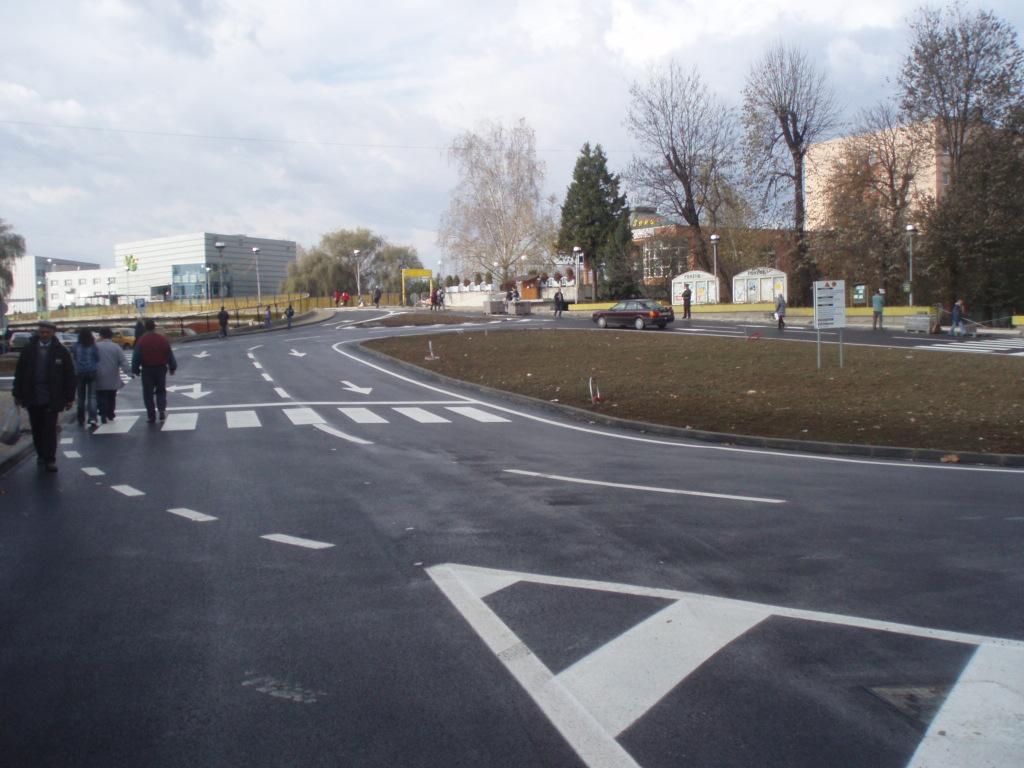
Torget i Sanski Most
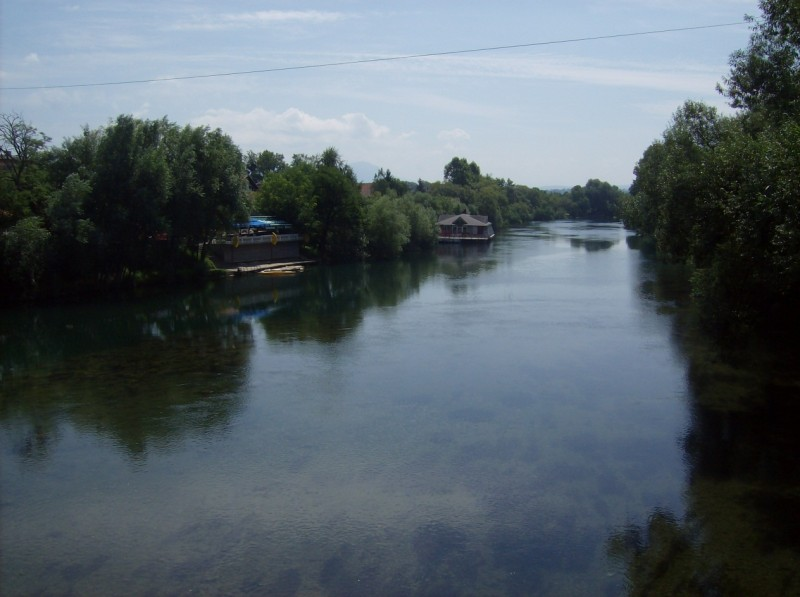
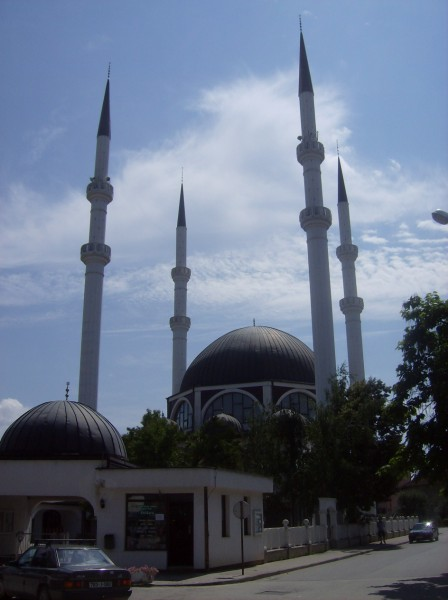
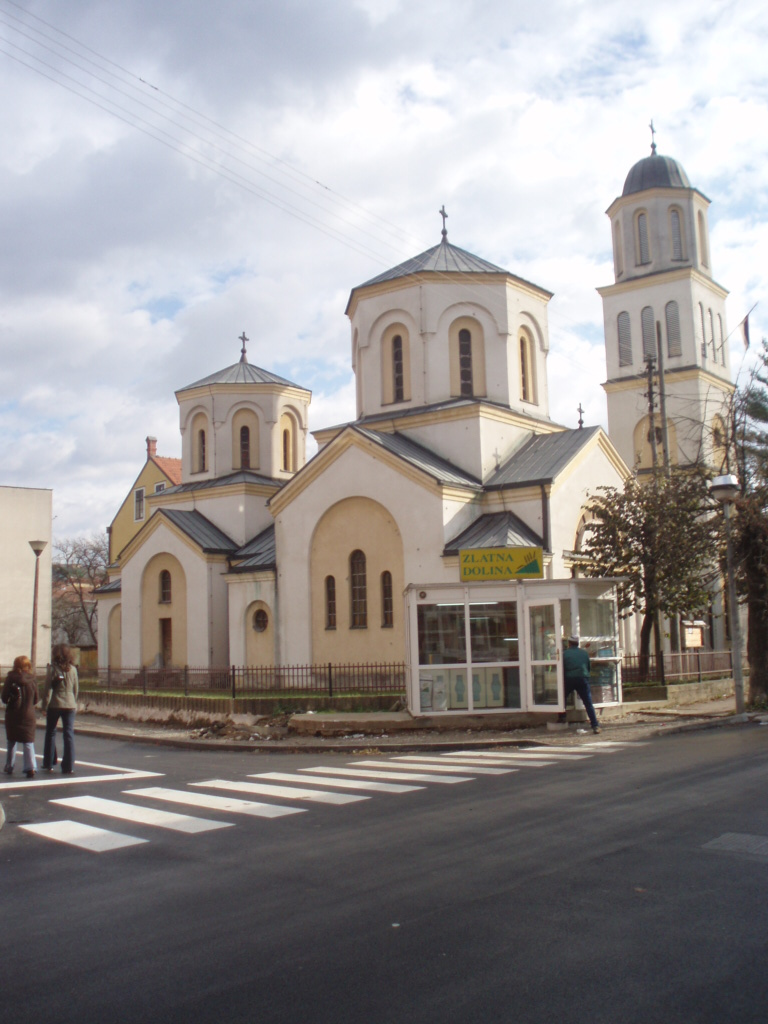
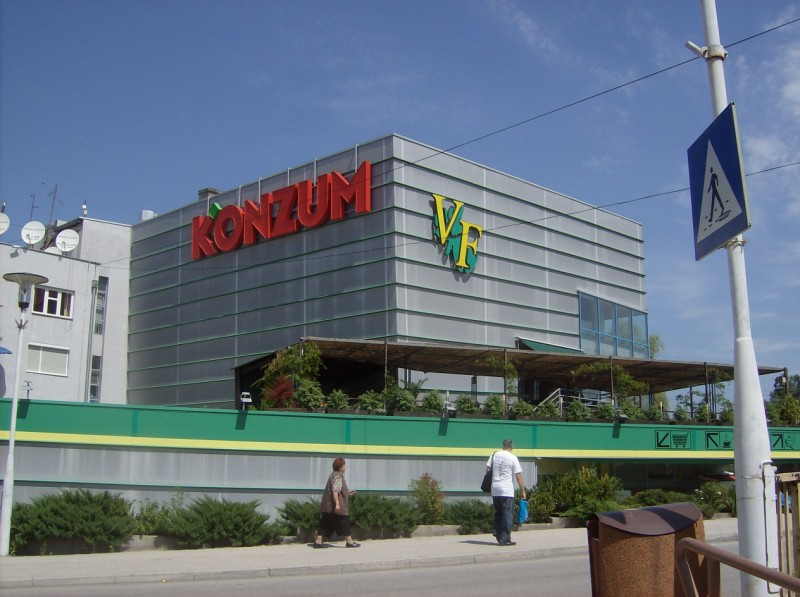